# Bluetech
Bluetech (Blue:tech), pseudonimo di Evan Marc Bartholomew (San Diego, 15 giugno 1977), è un disc jockey e produttore discografico statunitense di musica Downtempo.

## Biografia
Si accosta alla musica imparando a suonare il pianoforte, strumento che utilizzerà spesso nei suoi brani; nel 2003 esce sotto l'etichetta Truffle Records il suo primo EP, che verrà poi incluso nel suo primo album Prima Materia. Nel 2004 Bluetech ha fondato una sua casa discografica, la Native State Records. Dopo il 2005 ha iniziato a firmare i suoi album Evan Marc ed Evan Bartholomew.

## Stile
La musica di Bluetech ha uno stile molto particolare; partendo infatti dalla struttura tradizionale della musica classica, reinventando l'uso del pianoforte da una prospettiva più tonale ed energetica, ed enfatizzando le melodie, Bluetech si ispira alla musica ambient alla psichedelia, al dub, alla deep techno e alla IDM. Sebbene la sua musica includa esempi “organici”, Bluetech tende a creare digitalmente i suoi brani, con sintetizzatori e software, dando loro una qualità molto "digitale". Il suo stile subisce variazioni a seconda dello pseudonimo con cui è pubblicato il lavoro. Al principale pseudonimo Bluetech sono associate release dub, downtempo, IDM. Come Evan Marc ha prodotto 2 album tech-house, mentre come Evan Bartholomew produce principalmente ambient.

## Discografia
Bluetech:
- Lead Into Gold (1999)
- Lead Into Gold 2 (2000)
- Prima Materia (Waveform Records, 2003)
- Elementary Particles EP (Native State Records, 2004)
- Sines and Singularities (Aleph Zero, 2005)
- Phoenix Rising (Somnia Records, 2008)
- The Divine Invasion (Aleph Zero, 2009)
- Call of the Wild EP (Autonomous Music, 2009)
- Honey in the Heart (2009)
- Love Songs to the Source (Interchill Records, 2010)
- rainforest reverberation (2011)
- Dreaming Into Being (2013)
- Basement Dubs EP (2013)
- Cosmic Dubs (2014)
- Spacehop Chronicles Volume 1 (2014)
- The 4 Horsemen Of The Electrocalypse: The Red Horse (2016)
- The 4 Horsemen Of The Electrocalypse: The White Horse (2016)
- The 4 Horsemen Of The Electrocalypse: The Black Horse (2017)
- Liquid Geometries (2018)
- Liquid Geometries in Dub (2019)
- The 4 Horsemen Of The Electrocalypse: The Pale Horse (2019)
- Holotrope (Behind The Sky Music, 2019)
- Sci-Fi Lullabies (Behind The Sky Music, 2019)

Evan Marc:
- Emotional Ecology (PsyBooty, 2007)
- Dreamtime Submersible (con Steve Hillage, Somnia Records, 2008)

Evan Bartholomew:
- Caverns of Time (Somnia Records, 2007)
- Borderlands (New Land Music, 2007)
- Secret Entries Into Darkness (Somnia Records, 2008)